# Mulini ad acqua di Aci Catena

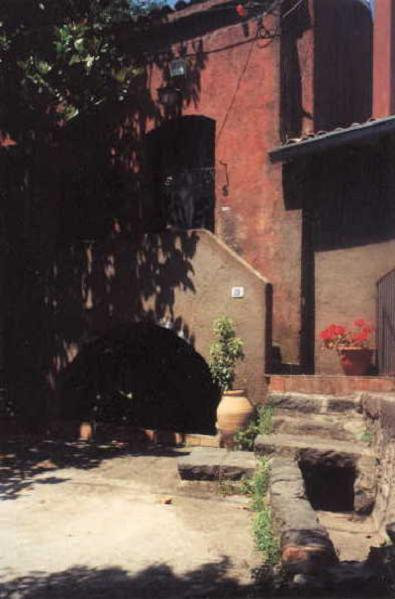
Il mulino "Zia Nedda"

I mulini ad acqua di Aci Catena sono delle costruzioni ubicate ad Aci Catena in Sicilia, nei pressi della frazione di Aci San Filippo, nella vallata greco-romana di Reitana e costituiscono l'itinerario storico dove si svolgeva la Fiera Franca di S. Venera, dal 19 luglio al 2 agosto di ogni anno, dal 1422 al 1615, molto famosa in quei tempi, sancita come "Franca"  (cioè esente da dazio) con decreto del Re Alfonso I il Magnanimo e successivamente confermato nel 1531, da Carlo V di Spagna.
La costruzione dei mulini fu dovuta principalmente alla grande quantità di acqua un tempo disponibile sul territorio. A piano Reitana si trova un primo gruppo di sorgenti (sorgenti Cuba): vi sbocca l'acquedotto Casalotto. Quando all'acquedotto si verificava un sovrappiù di acqua si apriva un sistema di chiusura che faceva defluire l'acqua all'inizio della saia mastra, un grosso canale in muratura, dove veniva convogliata l'acqua delle sorgenti. L'acqua di Casalotto proveniva da sorgenti a monte, la zona di Aci Catena, Aci Sant'Antonio, Valverde, Aci Bonaccorsi, San Giovanni La Punta, veniva usata per l'irrigazione degli agrumeti della costa ionica e per usi potabili nell'hinterland della provincia di Catania.
La piazza Reitana è famosa per la lavorazione dei lupini, grazie alla presenza dell'acqua delle sorgenti.

## Piano Reitana

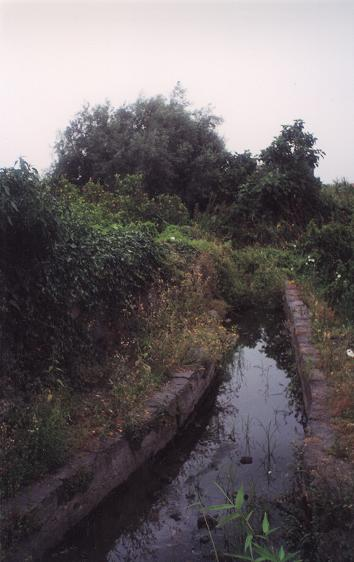
Tratto della saia mastra

Il grande avvallamento di piano Reitana è ritenuto l'alveo di uno dei rami del fiume Aci: la presenza di argille nel terreno permette l'affioramento delle acque. La zona Reitana, risparmiata dalle eruzioni etnee, ha conservato un complesso basale formato da argille pleistoceniche: ciò ha consentito la possibilità di ritrovamenti archeologici, di cui la zona era ricchissima (monete, vasi, lacrimatoi, tombe).
Costeggiando la saia mastra (detta anche fiumara) si giunge ai ruderi del primo mulino denominato Spezzacoddu, per via di un uomo violento che vi faceva il guardiano. Il mulino è ubicato sulla sinistra, prima di prendere la salita della strada per Vampolieri. I mulini erano costituiti da una botte cilindrica – dove cadeva a pressione l'acqua della saia che metteva in funzione il meccanismo della macina – e da un arco chiamato caraffo. I ruderi del secondo mulino, una volta abitato dalla signora Npacchiapa,  un tempo ospitavano una scuola di campagna: vi era anche la stalla dei muli.

## Piano Pescheria
Al piano Pescheria sono ubicati il secondo gruppo di sorgenti, alcune attive altre spente: Funtanedda, con una cupola abbandonata, è una sorgente spenta, Pescheria è invece una sorgente attiva. Nella campagna vicina, chiamata Pignatelli e Isola, si hanno altre due sorgenti Spanneddi e Paratore. In questa campagna nel 1817 fu scoperta una villa romana con il Mosaico del Pegaso. Nel pianoro Pescheria inizia un torrentello (vadduneddu) che costeggia la saia mastra.
Il terzo mulino da zia Nedda, sorella di don Neddu oggi chiamato Scardaci, è l'unico ristrutturato che può ancora dare l'idea del vecchio mulino. Proprio questo punto, costituisce un'oasi naturale, dove si possono ammirare le cascate dell'acqua, che fino ad una trentina di anni fa, muovevano la ruota del mulino, uno degli ultimi funzionanti. All'interno di questo mulino ci sono tre cascate d'acqua che ingrossano la saia, che attraversa al di sotto dello stesso mulino, proseguendo tra i papiri, per raggiungere gli altri mulini. Lì vicino, in via Paratore, si trova il fondaco: era il luogo di ristoro e di riposo durante la notte per i carrettieri e i cavalcaturi che venivano in questi mulini per la macina del grano. Vicino al fondaco c'è un lavatoio. Nelle acque di questo tratto di fiumara si possono incontrare granchi di acqua dolce, anguille e rane.
Attraversando la ferrovia, sopra un moderno ponte pedonale, si arriva al quarto mulino U mulinu a via, ex mulino Don Neddu, dalla caratteristica costruzione rossa. Si giunge quindi alla contrada baracche, frazione di Acireale, con la chiesetta di S. Andrea. Qui è presente il quinto mulino Don Pippino, funzionante fino agli anni sessanta e così via il sesto, settimo, ottavo mulino, oggi abitazioni (lungo la via Montevago).
Attraversando la statale – nel luogo dove esisteva il nono mulino, oggi luogo residenziale – in zona chiamata A chianata di Vigo, si incontra l'ultima sorgente, la mutaddisa.
Scendendo per la strada asfaltata si giunge a Capomulini (frazione di Acireale) che prese appunto il nome dalla presenza dei mulini. Qui troviamo l'ultimo mulino, oggi abitazione. Sugli scogli a mare nello stesso sito sboccano la saia mastra (fiumara regitana), il torrentello (vadduneddu) e il torrente Lavinaio.

## L'ambiente dei mulini
Nel territorio di Aci San Filippo, S. Nicolò, Reitana, Pianura del Torrente Platani e valli dei Mulini, cioè la porzione sud del territorio delle Aci, la componente fisica dell'ambiente costituì un'attrazione importante per i primi processi di antropizzazione. L'area possedeva infatti tutte quelle condizioni naturali che consentivano una facile sopravvivenza per uomini non dotati di tecnologia e permettevano benessere e veloce progresso. Tali condizioni erano e sono sostanzialmente ancora rappresentate da:
- Disponibilità idriche in abbondanza in qualsiasi stagione: l'area rappresenta una zona di convergenza di importanti deflussi idrici superficiali e sotterranei di una buona porzione del versante sub-orientale dell'Etna. Se anche oggi, con i massicci prelievi idrici a monte e con minori precipitazioni rispetto a qualche millennio fa, l'area è un fiorire di pozzi, sorgenti (anche termali) e canalizzazioni, un tempo costituì un proscenio di tutte le possibili rappresentazioni che l'acqua nel continente poteva esprimere. I depositi alluvionali, le paleoforme fluviali, gli effetti visibili sulla roccia, rappresentati da molature e fossette di erosione idrica, testimoniano di un passato in cui le acque in tutte le forme e attività costituivano il protagonista ambientale del territorio.
- Suolo naturalmente fertile di origine alluvionale, particolarmente predisposto a trasformarsi in suolo agrario. Nella pianura alluvionale del Torrente Platani e in tutto il circondario di Reitana, sono presenti i terreni più fertili dell'Etna.
- Disponibilità di terreni argillosi: le complesse vicende geologiche hanno generato nell'area l'unico vero affioramento argilloso all'interno del perimetro vulcanico etneo. Sicuramente l'unico rilevante per impiantare cave di argilla. La collina dell'Olivo S. Mauro - Torre Reitana e dei Mulini, con la presenza di argille pleistoceniche costituivano, fino a qualche decennio fa, l'area del prelievo dell'argilla per una fiorente industria dei prodotti ceramici che risale a diversi millenni fa.
- Microclima favorevole: la protezione del gradino morfologico della Timpa di Aci a Ovest e a Nord e la sua felice esposizione a Est e a Sud, conferisce all'area un microclima caratterizzato da una maggiore mitezza rispetto al territorio circostante. Lo testimoniano, oltre che i dati meteorologici, la grande produttività agricola dell'area, caratterizzata dall'areale limonicolo e orticolo tra i più produttivi dell'intera provincia etnea.
- Approdo costiero: Capo Mulini è uno dei pochi approdi naturali relativamente protetti di cui dispone la costa etnea.